# Hydria

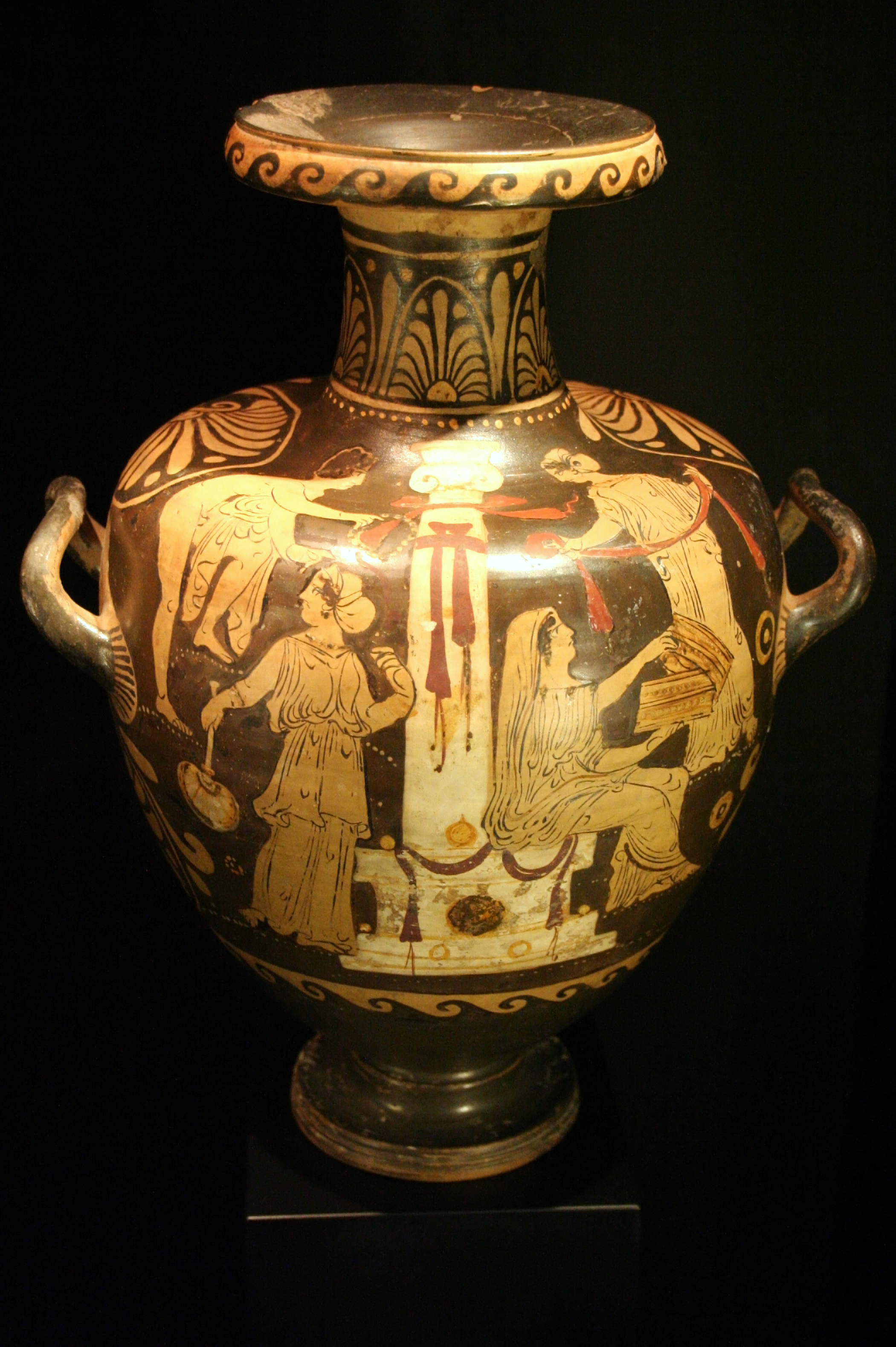
Hydria a figure rosse di produzione apula (IV secolo a.c) esposta nel Museu d'Arqueologia de Catalunya di Barcellona

L'hydria (in greco antico: ὑδρία?, hydría) è un vaso greco utilizzato principalmente per trasportare acqua, ma anche come urna cineraria o come contenitore per le votazioni.

## Storia e descrizione
Ha il collo distinto dal corpo e tre manici: i due orizzontali, posti a 180° l'uno dall'altro dove il corpo è più largo, servivano per il sollevamento e il trasporto del recipiente; il terzo è verticale, si trova fra collo e corpo, a 90° dagli agli altri due serviva per versare l'acqua. Diffusa tra i ceramografi a figure nere e a figure rosse con le sue ampie pareti divenne ottimo supporto per rappresentazioni mitologiche che spesso in ambito greco riflettevano obblighi morali e sociali; allo stesso modo sono frequenti le scene tratte dalla vita quotidiana spesso connesse al tema della raccolta dell'acqua e delle fontane pubbliche.
La forma sembra essere originaria di Creta e se ne conoscono esemplari al di fuori dell'isola a partire dalla fine dell'VIII secolo a.C. La forma più antica aveva corpo globulare, spalla tonda e collo svasato e sembra essere stata importata in Attica da Corinto all'inizio del VI secolo a.C. In Attica alla metà del secolo viene rimodellata e dotata di una spalla piatta, come avviene nello stesso periodo per l'anfora. Alla fine del VI secolo a.C. si diffonde tra i ceramografi a figure rosse una variante con collo più stretto e profilo continuo che viene chiamata kalpis. L'hydria tende ad assumere una forma più stretta e allungata nel IV secolo a.C. Una versione con collo distinto si ha in epoca ellenistica nella ceramica di Hadra.
Il termine usato per designare questa forma vascolare è ben attestato dalle fonti (ad esempio sul vaso François, nella scena dell'agguato a Troilo), così come il termine kalpis.
Verso la metà del V secolo a.C., sono state create da artigiani greci hydriai di bronzo, alcune delle quali decorate con figure molto dettagliate.